# 詩之本秋穗
詩之本秋穗是日本漫畫作品《百變小櫻》的角色，於《百變小櫻Clear咭》漫畫第七回、動畫第四集登場。日本配音員為鈴木實里，香港配音員為詹健兒，台灣配音員為錢欣郁。

## 簡介
Clear咭篇初登場，小櫻升上初中時來到班上的轉學生，現住在柊澤艾利歐的舊家（艾利歐表示該地方適合保管蘊藏魔力之物，曾建過一座遊樂園）。
非常喜歡書籍及玩偶小桃，暗戀從小照顧她的執事海渡，來到日本前曾去過英國、義大利、德國、法國和香港，在許多國家收集書本，自稱有一本很想要的書而來到來日本。和小櫻有許多相似之處，與知世同樣具有歌唱才能，在知世的建議下一同加入合唱團。
最喜歡的書之一為《時鐘之國的愛麗絲》，小桃稱該書為時間之書，海渡表示小桃是該書的守護者，封面的鐘錶圖案曾出現在小櫻夢境中；不清楚書上的文字是何種語言，但表示有人教授過文字的讀法所以能看懂部分，內容與其做的夢一致，為小櫻創造收集透明牌的經歷，之後曾夢見書中愛麗絲的樣貌為小櫻的樣子。
出身歐洲最古老的魔法家族，也是庫洛里德父親出身的英國家族，家族所有人都會魔法，過世的父母也是族中屈指可數的魔法師。是唯一與香港李家小兒子（李小狼）同齡的人，但自身卻不會任何魔法而遭到族人的冷落及排斥；因身上完全沒有任何魔力的痕跡，被家族及海渡所在的魔法協會付出巨大代價（參與當中的魔法師失去使用部份強大魔法術式及魔力）改造為魔法道具。
漫画第70话当中被海渡以自身生命为代价启动“交换”卡牌修改过往经历及記憶而从魔法道具变成正常人，並成為小櫻的雙胞胎妹妹。

## 外型
有一雙藍色眼睛、一頭帶灰的亞麻金色捲髮、左分的斜瀏海，和臉廓兩旁的螺旋狀髮尾。頭頂有一縷向上翹的頭髮（海渡也有一縷，小櫻則有兩縷）。
平時喜歡將小桃掛在包包上，由於是沒有魔力的普通人（但知曉魔法師的存在），所以尚未察覺小桃的真實身份。